# Léon Péan de Saint-Gilles
Léon Péan de Saint-Gilles, né à Paris le 4 janvier 1832 et mort de tuberculose à Cannes le 22 mars 1863, était un chimiste français.

## Biographie
Il est le fils d'Amand Péan de Saint-Gilles, notaire parisien, et d'Eugénie Jars, et petit-neveu de Louis-Denis Péan de Saint-Gilles.
Marié à Pauline Thion de La Chaume, fille d'un notaire parisien, il est le beau-père du baron Denys Cochin.

## Œuvre
Ses premières recherches, menées dans le laboratoire de Pelouze, portaient sur des sujets de chimie minérale. Il écrivit en collaboration avec Marcellin Berthelot trois importants mémoires où apparaissent pour la première fois les notions de réaction limitée et d'équilibre chimique.

## Sources
- A.-F. Boutron-Charlard, Notice sur M. Léon Péan de Saint-Gilles, Paris, 1863 (extrait du Journal de pharmacie et de chimie, t. XLIII, p. 413).
- Berthelot, « Nécrologie », Bulletin de la Société chimique, 1863, p. 226-227, consultable sur le site Internet Archive.
- Jean Jacques, Berthelot, Autopsie d'un mythe, Paris, Belin, 1987, p. 103-104.